# 征矢貴
征矢 貴（そや たかき、1994年10月15日 - ）は、日本の男性総合格闘家。千葉県松戸市出身。THE BLACKBELT JAPAN所属。

## 来歴
2009年、中学までは野球をやっていたが、格闘技の非日常感に憧れ、格闘技ジムに見学に行って入会。15歳から総合格闘技を始める。
2011年12月、第8回東日本アマチュア修斗オープンバンタム級優勝。
2012年9月、第19回全日本アマチュア修斗選手権バンタム級3位に入賞。

### プロデビュー
2012年7月21日、DEEPにてプロデビュー。DEEPフューチャーキングトーナメント2012 準優勝の伊藤貴昭と対戦し、僅か46秒でKO勝ち。
2013年12月15日、修斗バンタム級新人王決定トーナメント2013の決勝戦で福田龍彌と対戦し、1R KO勝ち。新人王を獲得すると共に新人王MVPにも選ばれた。
2015年9月13日、VTJ 7thで元DEEPバンタム級王者・元PANCRASEフェザー級王者の前田吉朗と対戦し、3R判定負け。
2016年12月18日、修斗 インフィニティリーグ2016 優勝決定戦で藤田ケオン寿大と対戦し、判定勝ち。
2017年9月、2012年頃から身体に様々な症状が出ており手術も行ったが、症状が悪化したことから改めて検査をしたところ、消化管に炎症が起こる原因不明の国指定の難病『クローン病』と診断され、格闘技から離れる。
症状として、『腹痛により動くだけで痛い』『1日に数十回トイレに駆け込む』『食事をすると下血するため食事が出来ない』『痩せて筋肉が激減する』『腸の炎症により常に微熱が出た状態』『39度以上の熱が1ヶ月以上続く』など、日常生活を送るだけでも大変な状態となった。
その後も妻を白血病で亡くすなど様々なことが起こるも、現役復帰を目指して日々戦った。

### RIZIN
2019年6月2日、RIZIN初出場となったRIZIN.16で格闘技に復帰。DEEPストロー級王者の川原波輝と対戦し、1Rに右ストレートでKO勝ち。復帰戦を白星で飾った。
2019年8月18日、RIZIN.18で村元友太郎と対戦し、2Rにパンチの連打でTKO勝ち。この試合で手と腰を負傷。
2019年10月頃、征矢の格闘家としての夢だった『大晦日のさいたまスーパーアリーナ大会への出場』のオファー（マネル・ケイプ戦）がRIZINから届くも、ヘルニアと脊柱菅狭窄症を同時発症し、その神経痛から5分も歩けなくなったことで出場を断念。そこから1年間リハビリを行う日々となった。
2021年6月、クローン病が再燃。食事も水も取れなくなり、低血糖で呼吸もまともに出来なくなったことで即入院となった。その際には筋肉や体重が10数kg落ちて49kgまで体重が低下した。
2021年7月、退院して試合復帰に向けて練習を再開。クローン病に加えて手術した腰の影響も合わさり、2年8ヶ月間、試合から遠ざかった。その後、徐々に体調は回復するも「このままだといつまでも試合が出来ない」と思ったことで、RIZINに先に「復帰します」と伝え、『オファーが来て決まった試合日に必ず復帰する』と決めて体調を整えていく荒治療を敢行。
2022年4月16日、RIZIN TRIGGER 3rdで2年8カ月振りに試合復帰。WARDOGストロー級王者の中務修良と対戦し、2Rに左フックでダウンを奪った後、パウンドでTKO勝ち。勝利した征矢は涙を流した。勝利者マイクでは、「前回の試合から3年ぐらい空いてしまいましたが、いつもカードが発表されるたびに『征矢の試合が見たい』と言ってくださる皆さんの声のおかげで戻ってこれました。泣くつもりはなかったのですが…、ヘルニアになろうとクローン病が再発しようと、一緒に戦ってくださるファンの皆さんがいる限り僕は不死身です。また会いましょう」と語った。
2022年11月6日、RIZIN LANDMARK 4でWSOFフライ級王者の中村優作と対戦し、接戦となるも1-2の判定負けを喫し、RIZIN初黒星となった。
2023年5月6日、RIZIN.42でラマザン・テミロフ対戦予定だったが、練習中に右膝の右内側側副靭帯を部分断裂したことで欠場。
2023年9月24日、RIZIN.44にて、16勝2敗の強豪 ラマザン・テミロフと対戦し、開始早々にパンチでダウンを奪ったが、激しい打撃戦の末にダウンを奪い返され1R TKO負けを喫した。
2024年1月、2023年に再悪化したクローン病と負傷の影響によって身体と内臓に不調が続き、筋肉が落ちて体重が58kgまで低下。その後、厳しい練習を重ねて体重を63kgまで戻した。征矢は、「膝・腰・首・内臓、身体がボロボロ過ぎる。それでも辞められない。闘う事が使命だと信じる」、「体重も63kgまで戻ってきた。怪我したら治せばいいし、筋肉が無くなってもまた鍛えればいい。倒れてもまた立ち上がって闘えばいい」とSNSに投稿。
2024年7月28日、超RIZIN.3で元UFCフライ級1位・現BKFCフライ級王者のジョン・ドッドソンとベアナックルルールで対戦し、2Rに左フックで効かせるもダウンを奪われるなどして、0-3の5R判定負けを喫した。征矢は試合序盤に右手を骨折した状態で戦い続けた。
2025年5月4日、RIZIN男祭りで元UFCフライ級1位・現BKFCフライ級王者のジョン・ドッドソンと総合格闘技ルールで再戦し、3-0の判定勝ちを収めリベンジを果たした。

## 人物
- RIZIN公式YouTube、ドキュメンタリー動画『FIGHTER STORY - 征矢貴 ～不死鳥と呼ばれるまで～』（2023）[映像 1]
- 街角ch、『あなたの人生、教えて下さい / 征矢貴』（2023）[映像 2]

## 戦績

### プロ総合格闘技
| 総合格闘技 戦績 | 総合格闘技 戦績 | 総合格闘技 戦績 | 総合格闘技 戦績 | 総合格闘技 戦績 | 総合格闘技 戦績 | 総合格闘技 戦績 |
| --------------- | --------------- | --------------- | --------------- | --------------- | --------------- | --------------- |
| 20 試合         | (T)KO           | 一本            | 判定            | その他          | 引き分け        | 無効試合        |
| 13 勝           | 9               | 0               | 4               | 0               | 1               | 0               |
| 7 敗            | 4               | 0               | 3               | 0               | 1               | 0               |

| 勝敗 | 対戦相手               | 試合結果                        | 大会名                                                                                         | 開催年月日     |
| ×    | アリベク・ガジャマトフ | 3R 2:40 KO（左フック→パウンド） | 超RIZIN.4 真夏の喧嘩祭り 【RIZINフライ級王座決定トーナメント1回戦】                            | 2025年7月27日  |
| ○    | ジョン・ドッドソン     | 5分3R終了 判定3-0               | RIZIN男祭り                                                                                    | 2025年5月4日   |
| ×    | ラマザン・テミロフ     | 1R 3:15 TKO（スタンドパンチ）   | RIZIN.44                                                                                       | 2023年9月24日  |
| ×    | 中村優作               | 5分3R終了 判定1-2               | RIZIN LANDMARK 4                                                                               | 2022年11月6日  |
| ○    | 中務修良               | 2R 3:29 TKO（グラウンドパンチ） | RIZIN TRIGGER 3rd                                                                              | 2022年4月16日  |
| ○    | 村元友太郎             | 2R 1:28 TKO（スタンドパンチ）   | RIZIN.18                                                                                       | 2019年8月18日  |
| ○    | 川原波輝               | 1R 4:05 KO（右ストレート）      | RIZIN.16                                                                                       | 2019年6月2日   |
| ×    | 清水清隆               | 3R 0:32 KO（右フック）          | 修斗 後楽園ホール大会                                                                          | 2017年5月12日  |
| ○    | 藤田ケオン寿大         | 5分2R終了 判定2-0               | 修斗 インフィニティリーグ2016 優勝決定戦                                                       | 2016年12月18日 |
| ○    | 梶川卓                 | 1R 1:29 KO（右フック→パウンド） | 修斗                                                                                           | 2016年7月17日  |
| △    | 北原史寛               | 5分2R終了 判定0-1               | 修斗 SHOOTO GIG TOKYO Vol.21                                                                   | 2016年5月28日  |
| ×    | オニボウズ             | 5分2R終了 判定0-2               | 修斗 SHOOTO GIG TOKYO Vol.20                                                                   | 2016年2月27日  |
| ×    | 前田吉朗               | 5分3R終了 判定0-3               | VTJ 7th                                                                                        | 2015年9月13日  |
| ○    | 梶川卓                 | 5分3R終了 判定3-0               | 修斗 2015年開幕戦                                                                              | 2015年1月25日  |
| ×    | 菅原雅顕               | 1R 3:19 KO（右フック）          | 修斗 2014年第7戦                                                                               | 2014年9月27日  |
| ○    | ズ・ギョンズン         | 1R 3:01 KO（右フック）          | 修斗 25周年記念大会                                                                            | 2014年5月5日   |
| ○    | 福田龍彌               | 1R 5:00 KO（パウンド）          | 修斗 THE ROOKIE TOURNAMENT FINAL 2013 【2013年度新人王決定トーナメント決勝戦】                 | 2013年12月15日 |
| ○    | 亀島聖児               | 1R 2:02 TKO                     | 修斗 BORDER -season5- The 2nd 【2013年度新人王決定トーナメント準決勝】                         | 2013年9月1日   |
| ○    | 鳥越顕                 | 1R 3:52 KO（パウンド）          | 修斗 SHOOTING DISCO 21 catch the moment ～今でしょ！～ 【2013年度新人王決定トーナメント2回戦】 | 2013年6月8日   |
| ○    | 中山ハルキ             | 5分3R終了 判定3-0               | GRABAKA Live!2                                                                                 | 2012年10月27日 |
| ○    | 伊藤貴昭               | 1R 0:46 KO（右フック）          | DEEP TOKYO IMPACT 2012 in DIFFER ARIAKE                                                        | 2012年7月21日  |

### ベアナックル・ボクシング
- 1戦 0勝 1敗

| 勝敗 | 対戦相手           | 試合結果          | 大会名    | 開催年月日    |
| ×    | ジョン・ドッドソン | 2分5R終了 判定0-3 | 超RIZIN.3 | 2024年7月28日 |

## 獲得タイトル
- 2013年度修斗バンタム級新人王（2013年）

### 試合映像
1. ↑  『Full Fight | ジョン・ドッドソン vs. 征矢貴  / John Dodson vs. Takaki Soya - 超RIZIN.3』RIZIN公式YouTubeチャンネル、2024年。

### 補足映像
1. ↑  『【番組】RIZIN CONFESSIONS #38（※番組内で試合映像＆征矢貴と川原波輝による試合振り返りドキュメンタリー番組）』RIZIN公式YouTubeチャンネル、2019年。
2. ↑  『【番組】RIZIN CONFESSIONS #97（※番組内で試合映像＆征矢貴と中務修良による試合振り返りドキュメンタリー番組）』RIZIN公式YouTubeチャンネル、2022年。
3. ↑  『【番組】RIZIN CONFESSIONS #157（※番組内で試合映像＆征矢貴とジョン・ドッドソンによる試合振り返りドキュメンタリー番組）』RIZIN公式YouTubeチャンネル、2024年。

### 映像資料
1. ↑  『【FIGHTER STORY】征矢貴 -不死鳥と呼ばれるまで-』RIZIN公式YouTubeチャンネル、2023年。
2. ↑  『指定難病闘病中に妻が白血病で他界/2年後RIZINで復帰/連勝も難病再発し…/征矢 貴』街角チャンネル、2023年。